# 2000 Miles
«2000 Miles» (en español 2000 millas) es una canción de la banda The Pretenders lanzada en 1983 y pertenece al álbum Learning to Crawl. Fue muy popular en Reino Unido, ya que se ubicó en los rankings en el #15. "2000 Miles" es considerada una canción navideña, ya que fue puesta en varias compilaciones.

## Versiones
Varios artistas han hecho versiones de la canción, incluidos Coldplay y KT Tunstall, que realizó la canción televisado en la Radio 2 Music Club, el 5 de diciembre de 2007, en el O2 Arena.
- Datos: Q2015794